# Lars Idermark
Lars Nils-Johan Idermark (født 1957 i Högsby i Sverige, død 13. september 2020) var en svensk erhvervleder, der fra 2013 til 2020 var administrerende direktær (VD) for Södra Skogsägarna. Fra 2016 til 2019 var han bestyrelsesformand i Swedbank AB) og i årene 2010–13 koncernchef og administrerende direktør for PostNord AB.
Idermark havde en Master of Business Administration (MBA) fra Uppsala Universitet. Han var forinden tiltræden i PostNord koncernchef og administrerende direktør for Kooperativa Förbundet, der er moderselskabet for Coop Dagligvaruhandel. Idermark var også bestyrelsesformand for den Coop-ejede MedMera Bank, og var før stillingen som koncernchef hos Kooperative Förbundet ansat som administrerende direktør hos den svenske pensionskasse Andra AP-Fonden.
I forbindelse med et ordinært bestyrelsesmøde opsagde Idermark i december 2012 sin stilling som koncernchef og adm. direktør for PostNord. Han blev fra maj 2013 koncernchef og adm. direktør for Södra Skogsägarna.
Idermark boede i Göteborg med sin hustru og to børn.